# Pascal Groß
Pascal Groß (* 15. Juni 1991 in Mannheim) ist ein deutscher Fußballspieler. Der variabel einsetzbare Mittelfeldspieler steht seit der Saison 2024/25 bei Borussia Dortmund unter Vertrag und ist A-Nationalspieler.

## Leben
Groß wuchs als Sohn des ehemaligen Fußballspielers Stephan Groß und seiner Mutter Constanze im Mannheimer Stadtteil Neckarau auf.

## Karriere

### VfL Neckarau
Der Mittelfeldspieler erlernte ab dem Alter von vier Jahren das Fußballspielen beim Mannheimer Verein VfL Neckarau und wurde von der E- bis zur B-Jugend von seinem Vater trainiert. Neben Groß bildete der Verein mit Marco Terrazzino, Manuel Gulde und Robin Szarka weitere spätere Bundesliga- und Juniorennationalspieler aus.

### TSG 1899 Hoffenheim
2007 wechselte Groß gemeinsam mit sechs weiteren Jugendspielern des VfL, darunter auch Terrazzino, Gulde und Szarka, in die Nachwuchsakademie der TSG 1899 Hoffenheim. In seiner ersten Saison für seinen neuen Verein spielte er mit diesem in der neu gegründeten B-Junioren-Bundesliga und war von Beginn der Saison 2007/08 Stammspieler. Während sein Mitspieler Marco Terrazzino mit 20 Toren Torschützenkönig der Staffel Süd/Südwest wurde, steuerte Groß zehn Treffer zur Meisterschaft, welche die Kraichgauer mit drei Punkten Vorsprung auf Kaiserslautern holten, bei. Das Hinspiel der darauffolgenden Meisterschaftsendrunde gegen Hertha BSC gewann Hoffenheim mit 6:1 und allein vier Tore schoss Groß. Dies sollte sich als entscheidend herausstellen, da das Rückspiel im heimischen Stadion mit 1:3 verloren ging. Eine Woche später kürte sich die U17 der TSG zum ersten Meister der B-Junioren-Bundesliga, nachdem Borussia Dortmund im Endspiel mit 6:4 besiegt wurde; hierbei war Groß einmal vor dem gegnerischen Tor erfolgreich. Daraufhin rückte Groß mit weiteren Mitspielern zu den A-Junioren des Vereins auf und schloss auch mit diesen die Spielzeit in der oberen Tabellenhälfte rangierend ab. Seine Leistungen für die U19 bescherten dem 17-Jährigen eine Nominierung für die U18-Nationalmannschaft sowie das von Ralf Rangnick trainierte Bundesligateam. Nach drei Kurzeinsätzen stand der Mannheimer im letzten Saisonspiel gegen den FC Schalke 04 neben Luiz Gustavo und Tobias Weis im zentralen Mittelfeld in der Startelf. In der Saison 2009/10 steigerte sich die Leistung des Spielers erheblich und neben seinem Debüt im DFB-Pokal kam er auch erstmals für die zweite Mannschaft in der fünftklassigen Oberliga Baden-Württemberg zum Einsatz. Während Groß mit der U23 am Saisonende die Meisterschaft holte und mit ihr in die Regionalliga aufstieg, gewann er mit der A-Jugend deren ersten DFB-Pokal der Junioren. Nach je zwei Toren im Viertel- sowie im Halbfinale bereitete Groß hierbei im Endspiel, das mit 2:1 endete, einen der beiden Treffer von Denis Thomalla vor. Parallel zu seiner Laufbahn als Fußballspieler unterstützte ihn die Initiative Anpfiff ins Leben dabei, am Sinsheimer Wilhelmi-Gymnasium sein Abitur zu erlangen.

### Karlsruher SC
Gemeinsam mit Marco Terrazzino wechselte Groß im Januar 2011 zum Zweitligisten Karlsruher SC, nachdem beide zu Saisonbeginn nicht mehr für den Hoffenheimer Bundesligakader nominiert worden waren. Fortan lebten beide auch in einer Wohngemeinschaft zusammen. Während sich der Stürmer Terrazzino in der ersten Mannschaft durchsetzen konnte, saß der Mittelfeldspieler Groß auf der Bank und kam ansonsten nur noch auf drei Spiele für die Regionalligamannschaft. In seiner zweiten Saison beim KSC empfahl sich Groß aber unter anderem mit vier Torvorlagen gegen den FC Bayern München II in der Regionalliga für Einsätze in Rainer Scharingers Zweitligateam. In der Rückrunde erkämpfte sich der 20-Jährige einen festen Platz im Team, wurde mit diesem Sechzehnter und musste trotz eines Tors in der Relegation nach zwei Remis gegen den SSV Jahn Regensburg in die 3. Liga absteigen.

### FC Ingolstadt 04
Groß blieb aber in der 2. Bundesliga, verließ Karlsruhe und schloss sich dem FC Ingolstadt 04 an, bei dem er einen Zweijahresvertrag unterschrieb. Die Schanzer hatten zuvor die Mittelfeldspieler Kristoffer Andersen, Moise Bambara und Leonhard Haas verlassen. Die ersten zwei Spielzeiten in Ingolstadt verliefen für Spieler und Verein eher durchwachsen, ehe Groß in der Saison 2014/15 erneut einen großen Leistungssprung machte. In 31 von 34 Ligaspielen blieb er mit Ingolstadt unbesiegt und schoss sieben Tore. Hauptsächlich trat er jedoch als mit Abstand bester Vorlagengeber der Liga in Erscheinung, allein vier seiner 23 Assists leistete er beim 4:1-Heimsieg gegen den VfR Aalen. Als Zweitligameister gelang den Oberbayern und ihrem Spieler so ihr erster Aufstieg in die höchste deutsche Spielklasse. Groß musste sich ebenso wie viele seiner Teamkameraden erst an das höhere Niveau gewöhnen, blieb mit der Mannschaft aber auch nach Saisonabschluss Erstligist. Nachdem man mit zehn sieglosen Spielen in die Saison 2016/17 gestartet war, gelangen in der Rückserie zwei kleinere Serien ohne Niederlage und Groß steuerte zehn Scorerpunkte zur Mannschaftsleistung bei. Allerdings rangierte der FC Ingolstadt im Frühjahr 2017 trotzdem auf Rang 17 und musste zurück in die zweite Liga.

### Brighton & Hove Albion
Nach dem Abstieg des FC Ingolstadt aus der Bundesliga im Jahr 2017 schloss sich Groß dem englischen Premier-League-Aufsteiger Brighton & Hove Albion an. Der Deutsche war einer der Wunschspieler des Trainers Chris Hughton. Gleich in seiner ersten Saison in Englands Oberhaus gelangen Groß, der auch erstmals häufiger direkt hinter den Stürmern agierte, 15 Scorerpunkte, wobei er sich den für ihn wichtigsten verdiente, als er im drittletzten Saisonspiel per Kopf den 1:0-Endstand gegen Manchester United erzielte. Dieser bedeutete den Klassenerhalt für die Seagulls. In der Saison 2018/19 erlebte der Mittelfeldspieler die ersten gravierenden Verletzungen seiner Laufbahn und verpasste 15 Saisonspiele. In den folgenden Jahren etablierte sich Brighton als fester Bestandteil der Premier League und auch Groß konnte von Jahr zu Jahr seinen Status als Stammspieler bestätigen. Im April 2021 vertrat er Lewis Dunk erstmals als Mannschaftskapitän auf dem Feld. Die bis dahin erfolgreichste Zeit für Groß mit Brighton & Hove Albion folgte in der Spielzeit 2022/23. Gleich am ersten Spieltag besiegte man Manchester United, wobei Groß beim 2:1 beide Tore selbst erzielte. Daraufhin spielte man etwa 5:2 gegen den späteren Absteiger Leicester City, gewann 4:1 gegen den FC Chelsea, den Verein mit den mit Abstand höchsten Transferausgaben, oder rang dem späteren Meister Manchester City ein Remis ab. Zeitgleich schaffte es Brighton, bis ins Halbfinale des FA-Cups vorzustoßen und am Saisonende auf Tabellenplatz 6 hinter dem FC Liverpool zu landen. Somit qualifizierten sich die Südengländer für die Europa League und somit erstmals in ihrer Vereinsgeschichte für den Europapokal.
Am 3. Spieltag der Premier-League-Saison 2023/24 zog Groß, vereinsinterin „der Kaiser“ genannt, mit seinem 27. Tor für Brighton an Neal Maupay und Glenn Murray vorbei, woraufhin er zum neuen Rekordtorschützen des Vereins in der Premier League wurde. Zwei Wochen später spielte der Mittelfeldspieler erstmals für die deutsche A-Nationalmannschaft, für die er von Trainer Hansi Flick nach seinen Leistungen in der Vorsaison nominiert wurde. Gemeinsam mit weiteren Spielern rangierte Groß am Saisonende auf Rang 3 der Assistliste der Premier League hinter den englischen Nationalstürmern Ollie Watkins und Cole Palmer.

### Borussia Dortmund
Anfang August 2024 kehrte Groß nach Deutschland zurück und unterschrieb beim Bundesligisten Borussia Dortmund einen Zweijahresvertrag.  In der Bundesliga war er als Stammspieler (28 von 30 Einsätzen von Beginn an) hauptsächlich im zentralen und defensiven Mittelfeld aktiv, zwei Spiele absolvierte er auf der rechten defensiven Außenbahn. Die restlichen Spiele verpasste Groß in Folge einer kleinen Verletzung sowie zweier Sperren. Beim 6:0 gegen den 1. FC Union Berlin am 23. Spieltag bereitete der Neuzugang vier Treffer vor, was vor ihm seit der detaillierten Erfassung von Assists ab der Saison 2004/05 erst zwei anderen Spielern gelang. Mit insgesamt zehn Torvorlagen in der Bundesliga war er neben Julian Brandt der effektivste Vorlagengeber der Mannschaft, ligaweit waren auch nur Florian Wirtz und Michael Olise noch besser. Mit der Borussia rutschte Groß phasenweise bis auf Rang 11 ab, nach 22 Punkten aus den letzten acht Partien rückte er mit ihr aber noch auf den vierten Platz vor. Auch in der Champions League war Groß ein fester Bestandteil der Mannschaft, die nach Finalrundenerfolgen über Sporting Lissabon und den OSC Lille im Viertelfinale am FC Barcelona scheiterte. Beim 3:0 gegen Sporting in der Zwischenrunde schoss Groß auch sein einziges Saisontor.
Zur Spielzeit 2025/26 verpflichtete der BVB mit Jobe Bellingham einen weiteren Spieler, der hauptsächlich im zentralen wie auch defensiven Mittelfeld spielt.

### Nationalmannschaft
Im Sommer 2023 wurde Groß von Bundestrainer Hansi Flick für Freundschaftsspiele der A-Nationalmannschaft gegen Japan und Frankreich nominiert. Sein A-Länderspieldebüt gab er am 9. September 2023 in Wolfsburg bei der 1:4-Niederlage im Freundschaftsspiel gegen Japan mit der Einwechslung für Emre Can in der 64. Minute.
Im Mai 2024 wurde er von Bundestrainer Julian Nagelsmann in den Kader für die Europameisterschaft 2024 in Deutschland berufen. Am 7. Juni 2024 schoss er Deutschland mit seinem ersten Tor für die A-Nationalmannschaft zum 2:1-Sieg gegen Griechenland. Nur Richard Kreß war bei seinem ersten Tor für die Nationalelf älter als Groß. Bei der Endrunde kam Groß, der mit Deutschland im Viertelfinale gegen Spanien in der Verlängerung ausschied, nur im ersten Gruppenspiel zum Einsatz, als er zur zweiten Hälfte für Robert Andrich aufs Feld kam.

## Erfolge
TSG 1899 Hoffenheim
- B-Junioren-Meister: 2008
- DFB-Junioren-Vereinspokalsieger: 2010
- Meister der Oberliga Baden-Württemberg und Aufstieg in die Regionalliga Süd: 2010

FC Ingolstadt 04
- Zweitligameister und Aufstieg in die Bundesliga: 2015

## Privates
Groß hat eine Schwester, ist verheiratet und hat zwei Kinder.